# Cantone di Angers-6
Il Cantone di Angers-6 è una divisione amministrativa dell'Arrondissement di Angers.
È stato costituito a seguito della riforma approvata con decreto del 26 febbraio 2014, che ha avuto attuazione dopo le elezioni dipartimentali del 2015.

## Composizione
Comprende parte della città di Angers e i 18 comuni di:
- Beauvau
- La Chapelle-Saint-Laud
- Chaumont-d'Anjou
- Cornillé-les-Caves
- Corzé
- Huillé
- Jarzé
- Lézigné
- Lué-en-Baugeois
- Marcé
- Montreuil-sur-Loir
- Pellouailles-les-Vignes
- Saint-Barthélemy-d'Anjou
- Saint-Sylvain-d'Anjou
- Seiches-sur-le-Loir
- Sermaise
- Soucelles
- Villevêque